# Eremochares
Eremochares är ett släkte av bin. Eremochares ingår i familjen grävsteklar.
Kladogram enligt Catalogue of Life:
| Eremochares | \| \| Eremochares dives \| \| \| \| \| \| Eremochares ferghanicus \| \| \| \| \| \| Eremochares kohlii \| \| \| \| \| \| Eremochares luteus \| \| \| \| \| \| Eremochares mirabilis \| \| \| \| |
|             | \| \| Eremochares dives \| \| \| \| \| \| Eremochares ferghanicus \| \| \| \| \| \| Eremochares kohlii \| \| \| \| \| \| Eremochares luteus \| \| \| \| \| \| Eremochares mirabilis \| \| \| \| |
|             | Ammophila |
|             | |
|             | Argogorytes |
|             | |
|             | Chalybion |
|             | |
|             | Chilosphex |
|             | |
|             | Chlorion |
|             | |
|             | Dynatus |
|             | |
|             | Eremnophila |
|             | |
|             | Hoplammophila |
|             | |
|             | Isodontia |
|             | |
|             | Palmodes |
|             | |
|             | Parapsammophila |
|             | |
|             | Penepodium |
|             | |
|             | Pison |
|             | |
|             | Podagritus |
|             | |
|             | Podalonia |
|             | |
|             | Podium |
|             | |
|             | Prionyx |
|             | |
|             | Rhopalum |
|             | |
|             | Sceliphron |
|             | |
|             | Sphex |
|             | |
|             | Spilomena |
|             | |
|             | Stangeella |
|             | |
|             | Tachysphex |
|             | |
|             | Trigonopsis |
|             | |
|             | Eremochares dives |
|             | |
|             | Eremochares ferghanicus |
|             | |
|             | Eremochares kohlii |
|             | |
|             | Eremochares luteus |
|             | |
|             | Eremochares mirabilis |
|             | |

|  | Eremochares dives       |
|  |                         |
|  | Eremochares ferghanicus |
|  |                         |
|  | Eremochares kohlii      |
|  |                         |
|  | Eremochares luteus      |
|  |                         |
|  | Eremochares mirabilis   |
|  |                         |